# Neemuch
Neemuch – miasto w Indiach, w stanie Madhya Pradesh. W 2011 roku liczyło 128 561 mieszkańców.